# Salinas Grandes (Chubut)
Las Salinas Grandes es una gran depresión endorreica de forma circular debido a hundimientos tectónicos. Tal depresión originó una laguna temporal que, al desecarse, creó salares ("salinas" y "salitrales") de dimensiones medianas. Se encuentra a 42 m por debajo del nivel del mar, en las coordenadas 42°38′12″S 63°58′18″O / -42.63667, -63.97167 en el centro sur de la península Valdés, departamento Biedma, provincia del Chubut, siendo el punto más bajo de dicha provincia y uno de los puntos más bajos de Argentina (de hecho era considerado el punto más bajo del país, actualmente es la Laguna del Carbón en la provincia de Santa Cruz). Recibe su nombre en comparación de las salinas con el tamaño de la península.

## Historia

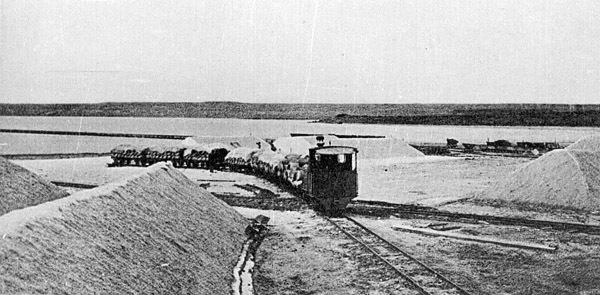
Tren repleto de sal.

En 1901, se creó el Ferrocarril de Península Valdés que unía a Puerto Pirámides con las Salinas Grandes para la extracción de sal y el transporte de pasajeros. Era propiedad de la empresa salinera Ferro y Piaggio (que poseía 25 hectáreas en la zona) y se extendía por 34 km.
Las salinas eran explotadas para sal de mesa. En los mejores años se sacaba hasta 12.000 toneladas. Finalmente, se clausuró en 1920.